# (13200) Romagnani
(13200) Romagnani est un astéroïde de la ceinture principale.

## Description
(13200) Romagnani est un astéroïde de la ceinture principale. Il fut découvert le 13 mars 1997 à San Marcello Pistoiese par Luciano Tesi et Gabriele Cattani. Il présente une orbite caractérisée par un demi-grand axe de 2,55 UA, une excentricité de 0,10 et une inclinaison de 11,0° par rapport à l'écliptique.

## Compléments